# Priolomus borbonicus
Priolomus borbonicus es una especie de coleóptero de la familia Zopheridae.

## Distribución geográfica
Habita en la Isla Reunión.